# Kupa na Sŭvet·skata armiya 1959-1960
La Coppa dell'Esercito sovietico 1959-1960 è stata la 15ª edizione di questo trofeo, e la 20ª in generale di una coppa nazionale bulgara di calcio,  terminata il 15 giugno 1960. Il Septemvri Sofia ha vinto il trofeo per la prima volta.

## Sedicesimi di finale
| Squadra 1              | Risultato    | Squadra 2              |
| ---------------------- | ------------ | ---------------------- |
| Lokomotiv Sofia        | 15 – 0       | Botev Devin            |
| Levski Sofia           | 2 – 0        | Spartak Sofia          |
| Šumen                  | 0 – 2        | Zavod Ernst Telman     |
| FK Etăr                | 1 – 0        | Jantra Gabrovo         |
| Botev Plovdiv          | 4 – 0        | Zavod Karl Marx Devnya |
| Beroe                  | 0 – 0 (dts)* | Slavia Sofia           |
| Botev Vraca            | 2 – 3        | Septemvri Sofia        |
| Panayot Hitov Tutrakan | 1 – 3        | Spartak Plovdiv        |
| Tundzha Yambol         | 4 – 2        | Liteks Loveč           |
| Arda Kărdžali          | 4 – 1        | FK Černomorec Burgas   |
| Montana                | 4 – 3        | Botev Novi Pazar       |
| Ludogorec              | 5 – 3        | Benkovski Byala        |
| Minjor Pernik          | 2 – 1        | Černo More Varna       |
| Lokomotiv Plovdiv      | 7 – 2        | Dunav Ruse             |
| CSKA Sofia             | 2 – 1        | Spartak Varna          |
| Velbažd                | 3 – 1 (dts)  | Spartak Pleven         |

- *Lo Slavia Sofia passa al turno successivo tramite sorteggio.

## Ottavi di finale
| Squadra 1       | Risultato    | Squadra 2          |
| --------------- | ------------ | ------------------ |
| Spartak Plovdiv | 2 – 0        | Levski Sofia       |
| Slavia Sofia    | 3 – 0        | Zavod Ernst Telman |
| Velbažd         | 2 – 2 (dts)* | Lokomotiv Plovdiv  |
| Tundzha Yambol  | 1 – 1 (dts)* | Minjor Pernik      |
| Arda Kărdžali   | 4 – 1        | Montana            |
| FK Etăr         | 2 – 1        | Lokomotiv Sofia    |
| Ludogorec       | 2 – 6        | Septemvri Sofia    |
| CSKA Sofia      | 3 – 1        | Botev Plovdiv      |

- *Il Tundzha Yambol e il Lokomotiv Plovdiv passano al turno successivo tramite sorteggio.

## Quarti di finale
| Squadra 1         | Risultato   | Squadra 2      |
| ----------------- | ----------- | -------------- |
| Lokomotiv Plovdiv | 2 – 1       | Tundzha Yambol |
| Spartak Plovdiv   | 2 – 1       | Slavia Sofia   |
| CSKA Sofia        | 1 – 2 (dts) | FK Etăr        |
| Septemvri Sofia   | 3 – 1       | Arda Kărdžali  |

## Semifinali
| Squadra 1         | Risultato    | Squadra 2       |
| ----------------- | ------------ | --------------- |
| Lokomotiv Plovdiv | 1 – 1 (dts)* | Spartak Plovdiv |
| FK Etăr           | 1 – 3        | Septemvri Sofia |

- *Il Lokomotiv Plovdiv passa al turno successivo tramite sorteggio.

## Finale
| Arbitro: | Georgi Hristov |

|                                            |           |                                             |
| Dzhordzhilov 5’ 48’ Yosifov 43’ Milev 120’ | Marcatori | 28’ Grancharov 62’ Stoyan Genov 65’ Kanchev |